# Diventi Inventi 1997-2017
Diventi Inventi 1997-2017 è la seconda raccolta del cantautore italiano Niccolò Fabi, pubblicata nel 2017 dalla Universal.

## Tracce

### CD 1
1. Il giardiniere (2017) – 4:09
2. È non è (2017) – 4:10
3. Una somma di piccole cose – 4:45
4. La promessa (2017) – 5:30
5. La bellezza (2017) – 4:22
6. Facciamo finta – 3:52
7. Ecco (2017) – 5:22
8. Filosofia agricola – 4:34
9. Rosso (2017) – 4:21
10. Il mio stato (2017) – 5:00
11. Una mano sugli occhi – 5:36
12. Una buona idea (2017) – 4:26
13. Solo un uomo (2017) – 4:30
14. Lasciarsi un giorno a Roma (2017) – 4:35
15. Costruire (2017) – 4:36
16. Diventi Inventi – 4:58

### CD 2
1. Senza capelli (Demo) – 4:00
2. Dieci centimetri (Demo) – 5:27
3. Elementare (Demo) – 4:50
4. La mia fortuna (Demo) – 3:30
5. Come sarà salvare il mondo (Demo) – 5:04
6. Soltanto uno sguardo (Demo) – 3:49
7. Il primo della lista (Demo) – 4:18
8. Un passo alla volta (Demo) – 5:05
9. Attesa e inaspettata (Live) – 8:23